# 溪州鄉
溪州鄉（詔安腔客拼：keˇ zhiuˇ hiongˇ）位於臺灣彰化縣最南端，位居濁水溪沖積扇之上。南隔濁水溪與雲林縣相望，境內地勢低平，面積約76平方公里，是彰化縣面積第三大行政區。

## 歷史
溪州鄉過去原為濁水溪沖積河床、浮覆地，因是溪中之沙洲，故名「溪洲」，後改稱「溪州」。過去溪州鄉舊眉村一帶，曾有平埔族「巴布薩」在此生活（眉理社）。清朝時期屬於東螺西堡。日本統治台灣後，實施市街庄制，改稱為溪州，屬台中州北斗郡所轄，設庄役場於今日的溪州村，溪州至此確立日後的鄉名。

## 地理

### 地形
溪州鄉位於彰化縣南部，南臨濁水溪與雲林縣西螺鎮、莿桐鄉相望，東鄰二水鄉與田中鎮，北鄰北斗鎮、西接埤頭鄉與竹塘鄉，全鄉面積約75.831平方公里，南北長8.18公里，東西寬13.6公里。
溪州鄉全境皆為濁水溪沖積扇扇頂位置，由北而南依序是東螺溪（舊濁水溪）、西螺溪（今日濁水溪）、虎尾溪、北港溪，至日本時代東螺溪是主流，溪州鄉正位在東西螺溪間（舊濁水溪與今日濁水溪）的浮覆地，目前分流之處位於溪州鄉的大庄村。

### 水利開發

#### 莿仔埤圳
莿仔埤圳是溪州鄉主要的灌溉水源，一開始是在乾隆年間由鹿港人陳四芳集資修築，後來經由彰化蔡壽星、埤頭許烏美、溪州葉惠清相繼修建。日本時期之後，日本人公布「公共埤圳規則」，將葉惠清管理之莿仔埤圳收歸官有，並於1909年重新整建完畢，是為台灣第一條官設水圳。日本時代水圳，連同支線總長84公里，灌溉3983公頃之土地。
戰後再度修建，灌溉面積高達8597公頃。

#### 中科四期抗爭
2011年，為了因應下游二林中部科學園區第四期的引水工程，國科會（現科技部）欲興建一條專管，從上游集集攔河堰引濁水溪溪水，每日6.6萬公噸，直接送到二林園區（參考資料：中部科學工業園區第四期二林園區開發計畫）。

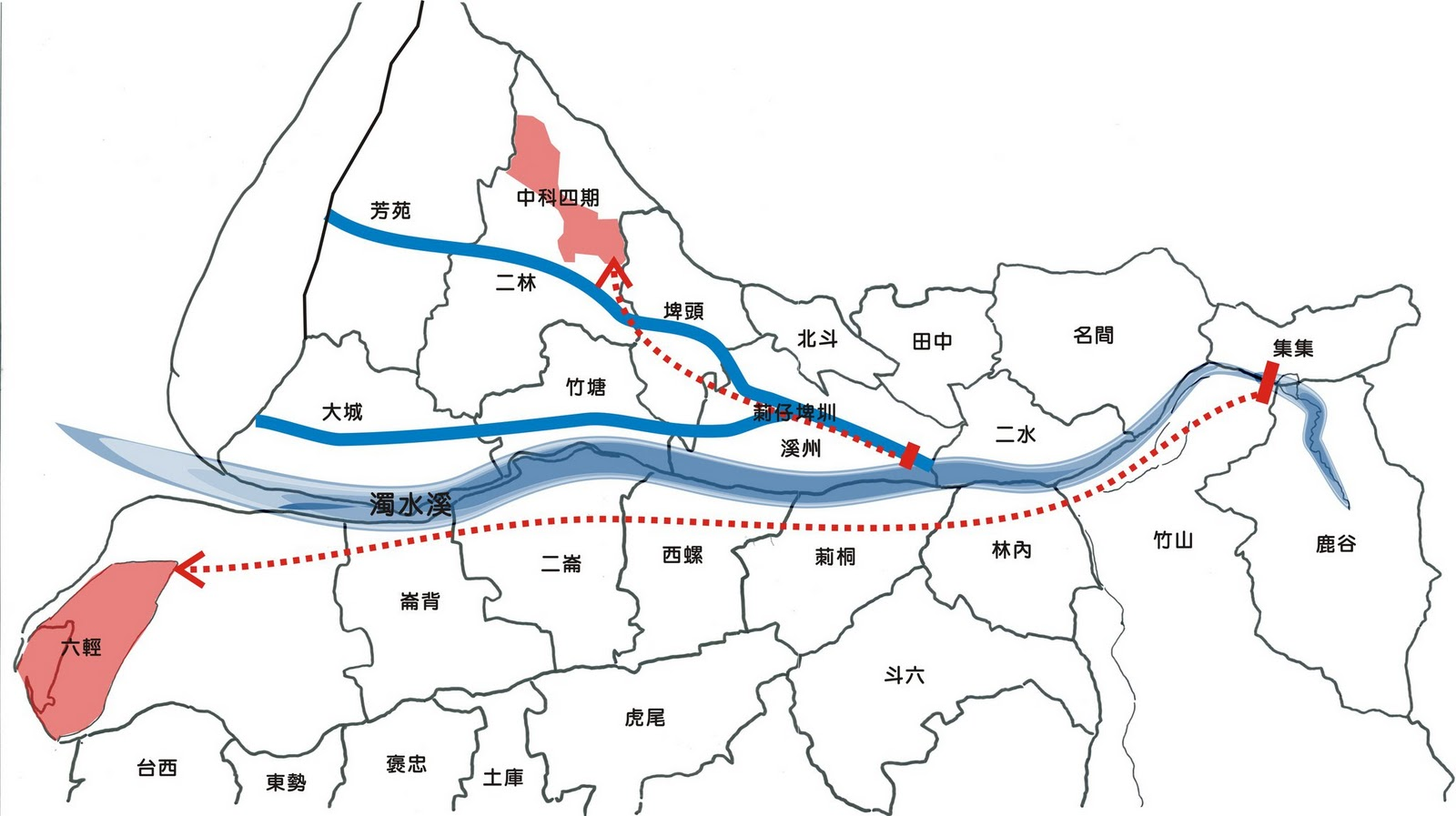
中科四期搶水工程示意圖。虛線為引水工程之專管。藍色實線為水圳。

此事因廠商至溪州水源頭大庄村埋設管路，遭居民發現，居民群起抗爭。溪州農民認為十年前集集攔河堰完工之後，每天有30公噸水源送至雲林麥寮六輕，莿仔埤圳的水源就開始短缺，彰化農田水利會時常必須以「供四停六」的方式調節、調度水源。若是中科四期專管再將6.6萬公噸的水源送至二林，這樣溪州鄉的水源勢必更加短缺，因此溪州鄉民拒絕讓引水工程在溪州施工（參考資料：環資中心報導）。
根據《立報》2011/8/22報導，這個工程主要爭議可分為：
1. 引水工程之沉砂池超過10公頃（位於溪州鄉境內），尚未通過環評。
2. 工程目的與主管機關不明卻已發包給偉盟工程。
3. 彰南地區嚴重缺水，農業及民生用水必須大量抽取地下水，已有地層下陷之虞。（資料來源[3]）

後經溪州在地作家吳晟、台灣農村陣線等團體、各界民眾聲援之下。2012年初，當時新就任的國科會主委朱敬一承諾重新檢討園區規劃（資料來源）。但引水工程仍持續進行，2012年5月10日，施工廠商於溪州鄉東州村一帶準備動工的時候，作家吳音寧於怪手前靜坐阻擋，隨後鄉親並共同靜坐表達抗議（資料來源）。經過將近百日的靜坐之後，行政院同意從莿仔埤圳埤頭段（12.5K處）取水，結束長達一年半的反引水工程抗爭。

### 人口
根據彰化縣北斗戶政事務所統計，2024年底溪州鄉戶數約9.4千戶，人口約2.8萬人，鄉內人口最多與最少的村分別是東州村與張厝村，2024年底兩村人口分別為2,238人與673人。

## 政治

### 歷任首長
| 任次   | 姓名   | 備註                 |
| ------ | ------ | -------------------- |
| 1      | 葉啟仁 |                      |
| 2      | 葉啟仁 |                      |
| 3      | 葉啟仁 |                      |
| 4      | 鍾振樹 |                      |
| 5      | 葉啟仁 |                      |
| 6      | 廖萬通 |                      |
| 7      | 廖萬通 |                      |
| 8      | 陳繁雄 |                      |
| 9      | 陳繁雄 |                      |
| 10     | 呂爐山 |                      |
| 11     | 呂爐山 |                      |
| 12     | 曾俊   | 中國國民黨           |
| 13     | 曾俊   | 中國國民黨           |
| 14     | 王福元 | 中國國民黨，任內過世 |
| 15     | 王福元 | 中國國民黨，任內過世 |
| 15補選 | 呂爐山 | 中國國民黨           |
| 16     | 黃盛祿 | 民主進步黨           |
| 17     | 黃盛祿 | 民主進步黨           |
| 18     | 江淑芬 | 中國國民黨，現任     |
| 19     | 江淑芬 | 中國國民黨，現任     |

### 鄉政組織
溪州鄉公所是溪州鄉最高層級的地方行政機關，在中華民國政府架構中為鄉自治的行政機關，同時負責執行縣政府及中央機關委辦事項，溪州鄉的自治監督機關為彰化縣政府。鄉長由全體鄉民直接選舉產生，任期為四年，可連選連任一次。溪州鄉公所並置鄉政會議，為鄉政最高決策機構，在鄉長之下，設有6課3室等9個內部單位及4個附屬機關。
溪州鄉民代表會是溪州鄉的最高民意機關，代表溪州鄉全體鄉民立法和監察鄉政。鄉民代表由公民直選選出，任期為四年，可連選連任。溪州鄉民代表會共有11位鄉民代表，分別為第一選區3席鄉民代表、第二選區2席鄉民代表、第三選區4席鄉民代表、第四選區2席鄉民代表，主席、副主席由11位鄉民代表互選產生。

### 行政區
溪州鄉共轄19村：
| 溪州村 村長陳麗華 | 溪厝村 村長呂永富 | 坑厝村 村長鄭萬長 | 瓦厝村 村長顏進宜 | 尾厝村 村長劉清棚 |
| 張厝村 村長朱合沛 | 東州村 村長陳明桂 | 舊眉村 村長蔡順龍 | 水尾村 村長蔡曉如 | 菜公村 村長黃世民 |
| 潮洋村 村長孫樹生 | 柑園村 村長宋金堆 | 西畔村 村長陳明遠 | 圳寮村 村長陳勇位 | 成功村 村長陳位吉 |
| 大庄村 村長陳元振 | 榮光村 村長鄭章廷 | 三圳村 村長廖坤中 | 三條村 村長廖清福 |                   |

### 其他行政機關
- 經濟部水利署第四河川分署：中山路三段640號
- 彰化縣環保局-溪州焚化廠：彰水路一段臨1號
- 彰化縣警察局北斗分局-溪州分駐所：中山路三段292號
- 溪州鄉衛生所：溪下路四段570號
- 溪州鄉戶政事務所：中山路三段284號
- 溪州鄉立圖書館：溪下路四段556號
- 溪州鄉公所公墓公園化墓區暨納骨堂-懷德堂(第五公墓)：中山路二段590巷500號
- 溪州鄉公所公墓公園化墓區暨納骨堂-懷宗堂(第三公墓)：登山路三段301號

## 經濟
溪州鄉產業是以農業為主，過去製糖曾盛極一時，1970台糖搬遷之後逐漸沒落。今天溪州農業是以稻米、蔬果、苗木為主，其中以水田稻作為最大宗，水果以芭樂為多、苗木則以馬拉巴栗較為有名。另外溪州也有正新輪胎、允強不銹鋼等大型工廠。

### 糖業
溪州糖廠，舊稱溪州製糖所，位於台中州北斗郡溪州庄，為現今彰化縣溪州庄。1909年，日本政府要求當時台灣的富商板橋林家，在台灣總督府鼓勵糖業的慫恿下，設立林本源製糖合名會社，並於溪州庄設立新式製糖工場。1913年時，林本源製糖合名會社增資，改名為林本源製糖株式會社。1925年溪州製糖所爆發二林蔗農事件，造成極大紛爭；加上板橋林家內部不和，1927年時，林本源製糖株式會社併入鹽水港製糖株式會社，將製糖工場改稱為溪州製糖所，並提升壓榨能力至2700公噸。
戰後，屬台灣糖業公司第四區分公司，改名溪州糖廠；雖因遭受轟炸攻擊廠區受損，但復舊工程相當順利，於1945年12月即復工製糖。1950年改行總廠制，屬台中總廠。1954年，彰化糖廠與溪州糖廠併入溪湖糖廠，製糖工廠亦隨之停閉，製糖設備於1959年遷至善化糖廠。
1955年時台灣總公司遷至溪州糖廠廠區辦公，廠區內曾經有過著名的台糖招待所「拾翠樓」。可惜總公司於1970年才遷回台北後，該區土地經多年閒置，建築全數遭到拆除，僅留一小片圍牆，遺址現作為溪州森林公園使用。依據台糖員工回憶，總公司之所以將辦公室遷自溪州，是為了避免台北遭戰火波及，故「疏散」至溪州。於是當時總經理楊繼曾，吩咐協理張季熙主辦遷移事宜。
目前溪州森林公園仍然保存有「順風牌47號」內燃機車，即五分車火車頭，1956年開始運轉。
今日溪州糖業盛況已不如當年，生食甘蔗種植面積約24公頃左右。

### 稻米
溪州鄉一期稻作面積約1800公頃，二期稻作約1700公頃，稻作面積為彰化縣第二名，僅次於二林鎮，為台灣重要糧倉之一。
詩人吳晟形容：「吾鄉鄉民多數從事農業，耕作田地灌溉用水，引自濁水溪渠道。濁水溪水流最大特質，是從高山峻嶺的上游，挾帶不斷崩解的鐵板沙奔騰而下，灌溉用水流進農田，泥沙逐漸沉積，年復一年，積成豐厚肥沃的黑色土壤。黑色土壤的廣大農田，以種植水稻為主，這就是『頂港有名聲、下港有出名』非常聞名的『濁水米』，又香又Q的『祕訣』。」（引用自吳晟〈大圳悲嘆〉：自由時報 2011/8/7）
彰南平原自從八堡圳、莿仔埤圳圳完成之後，形成大片肥沃的水田，溪州鄉成為稻米的重要產區，目前每期稻作約有1800公頃左右。近年養生風氣盛行，溪州糧商推出「黑米」，為秈稻（在來米）與糯稻雜交的品種，果皮為紫黑色，富涵花青素，而糙米狀態營養成分較白米高，因此受到重視健康的消費者歡迎，打響「溪州黑米」的品牌。
另外在2012年護水抗爭之後，溪州農民組成「溪州尚水友善農產平台」，董事長為農民謝寶元。2013年莿仔埤圳產業文化協會進行「水田濕地復育計畫」，並與特有生物中心的研究團隊合作進行生態調查，以友善生態、友善農民的方式，每分地以合理價格向農友契約收購，期望能帶動溪州友善稻米的產業。

### 彰南產業園區
行政院環保署於1998年9月7日通過「彰化人纖專業工業區開發計畫」環評，彰化人纖於該年獲准報編為工業區，由彰化縣政府主管（時任縣長為阮剛猛）。但此工業區因經濟不景氣等因素一直未能完成開發及招商。2010年彰化縣政府復於人纖工業區開始了新的「彰化縣彰南產業園區」開發計畫。
彰南產業園區位於彰化縣南端，溪州鄉之台糖水尾農場，中山高速公路北斗交流道西南方約6公里處，溪州焚化爐旁。約100公頃之土地。主要目的事業為橡膠業，如正新、建大等企業。溪州鄉水尾村附近居民得知後，組成自救會反對。2014年九合一選舉時，民進黨彰化縣長候選人魏明谷及民進黨主席蔡英文來到水尾村震威宮拜票，表示應堅持土地正義，不要造成農地的災難。
魏明谷當選彰化縣長之後，經過四個月的思考，終於提出「彰南農業、彰北工業」，取消彰南產業園區計畫，考慮往農業生態園區方向發展。但目前工業用地遲未解編，當時縣府表示程序正在進行中。
2017年8月，彰化縣政府預計將園區轉型成「彰南高科技農業產業園區」，目前正在籌備中。

### 商業
金融機構
- 中華郵政溪州郵局：中央路三段321號
- 溪州鄉農會：中央路三段324號

購物中心
- 全聯福利中心溪州店：忠孝路5號
- 省錢超市-多省錢百貨：中山路三段678號

公營／民營
- 中華電信溪州服務中心：中山路三段270巷2號
- 台灣電力公司溪州服務所：溪下路四段568號

## 教育

### 國民中學
- 彰化縣立溪州國民中學
- 彰化縣立溪陽國民中學

### 國民小學
- 彰化縣溪州鄉南州國民小學(1906)：彰化縣溪州鄉溪州村公園路95號
- 彰化縣溪州鄉溪州國民小學(1906)：彰化縣溪州鄉尾厝村中山路三段451號
- 彰化縣溪州鄉成功國民小學(1921)：彰化縣溪州鄉成功村登山路二段365號1921溪州公學校下覇分離教室1927下覇公學校
  - 彰化縣溪州鄉成功國民小學西畔分校(1969)：彰化縣溪州鄉西畔村廣一巷24號
- 彰化縣溪州鄉三條國民小學(1931)：彰化縣溪州鄉三條村中央路二段31號1941三條圳國民學校
- 彰化縣溪州鄉大莊國民小學(1955)：彰化縣溪州鄉大庄村中橫巷1號
- 彰化縣溪州鄉圳寮國民小學(1957)：彰化縣溪州鄉圳寮村下樹巷29號
- 彰化縣溪州鄉僑義國民小學(1960)：彰化縣溪州鄉溪厝村中山路二段326號
- 彰化縣溪州鄉水尾國民小學(1964)：彰化縣溪州鄉水尾村太平路137號
- 彰化縣溪州鄉潮洋國民小學(1971)：彰化縣溪州鄉潮洋村陸軍路一段146號

## 交通
溪州鄉主要聯外交通為南北向的台一線及國道一號南下交流道，南方由西螺大橋及溪州大橋連接雲林縣西螺鎮。

### 公路
- 國道一號（中山高速公路）
  - 北斗交流道（南下，220）：出口－溪厝村
  - 中沙大橋
- 台1線：北斗鎮－溪州鄉－溪州大橋（又名新西螺大橋）－雲林縣西螺鎮（西螺大橋為舊台1線，現為縣道145號）
- 縣道145號：埤頭鄉－溪州鄉－西螺大橋－雲林縣西螺鎮
- 縣道152號：埤頭鄉－溪州鄉－二水鄉
- 濁水溪北岸快速道路(規劃中)[18]

### 公車客運
| 路線編號   | 客運業者           | 起訖                 | 經由 | 備註                                              |
| ---------- | ------------------ | -------------------- | --- | ------------------------------------------------- |
| 8          | 彰化客運 員林客運  | 臺鐵田中站－溪州公園 | 臺鐵田中站-高鐵彰化站-十張犁-北斗環保公園-北斗-交流道-明道大學--舊眉村-水利前-溪州服務站前-明道大學明誠宿舍-溪州公園                         | 彰化縣公車，一天6班                               |
| 3012(12路) | 台灣好行(彰南快線) | 彰化高鐵為起點環狀   | 高鐵彰化站-台鐵田中站-華新創意生活館-田中貓村-北斗老街-田尾公路花園-愛玩色創意館-冰粽發明館-彰化百寶村-台灣穀堡-溪州公園-萬景藝苑-高鐵彰化站 | 彰化縣公車，本路線為環狀路線，逢假日行駛，一日7班 |
| 6707       | 員林客運           | 員林－二林           | 員林-永靖-田尾-北斗-溪州-竹塘-二林 |                                                   |
| 6881       | 員林客運           | 員林－西螺           | 員林-永靖-田尾-北斗-溪州-西螺 |                                                   |
| 6882       | 員林客運           | 台中－西螺           | 台中-烏日-高鐵台中站-彰化-花壇-大村-員林-永靖-田尾-北斗-溪州-西螺                                                                            | 一天三班                                          |

※原日統客運溪州站已於2016年廢站。

## 旅遊

### 寺廟
- 溪州天宮：瓦厝村東光路20號
- 溪州北聖天宮(玄天上帝廟)：菜公村民生路一段408號
- 溪州南天宮(關聖帝君)：潮洋村民生路一段72號
- 水尾震威宮：水尾村村東一巷9號
- 溪州復興宮：尾厝村中通路90號
- 三千宮：三圳村莊內巷47號
- 聖安宮：舊眉村登山路四段46號
- 法圓禪寺：溪州村中山路三段11號
- 溪墘厝阿彌陀佛碑：坑厝村溪林路
- 溪州西畔萬聖宮：西畔村西中巷1號

### 教堂
- 溪州長老教會：中山路三段462號
- 溪州聖智天主堂：中山路三段512號

### 古蹟與建築

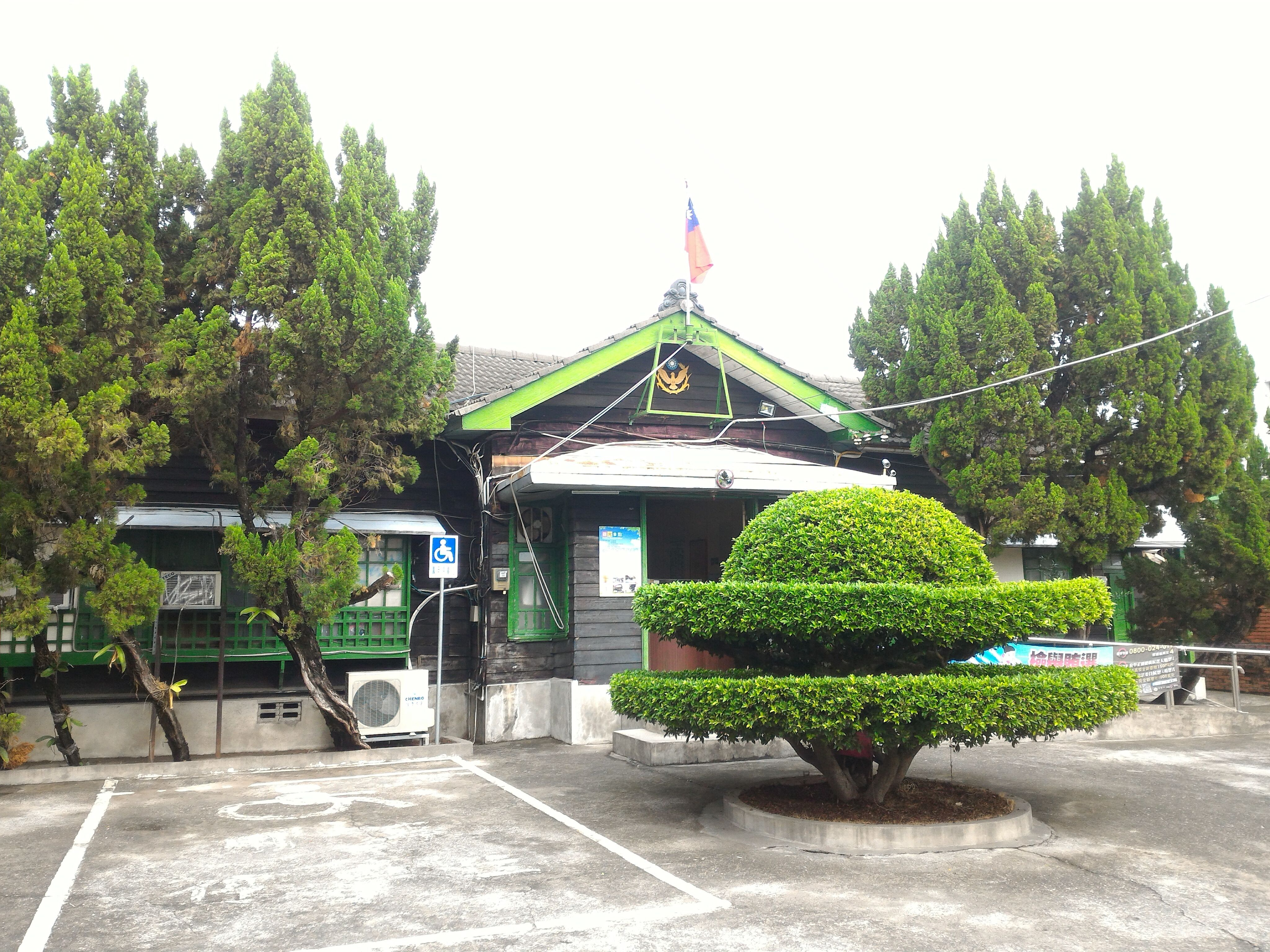
三條圳警察官吏派出所

- 三條圳警察官吏派出所：三條村南九甲巷5號
- 成功旅社-農用書店：溪州村復興路50號
- 西螺大橋（北端）
- 溪州戲院：慶平街200號

### 公園
- 溪州森林公園暨五分車道綠廊：溪州村公園路65號
- 溪州花博公園：中央路三段138號
- 溪州公園區：三大展區，包括花園區、苗木區、森林區和沿途的綠廊道，佔地123公頃，全國最大。
- 苗木園區：苗專二路251號
- 萬景藝術中心：中山路四段68號
- 溪州靜心園：登山路三段301號
- 純園/溪州尚水/水田濕地生態復育園區：圳寮村
- 玉蛉錦鯉園：福德路1-1號

### 市場與夜市
- 溪州鄉公有零售市場：健中路31號
- 溪州夜市：中山路三段736號

## 特產
- 珍珠芭樂（番石榴）
- 菜脯米
- 濁水米
- 小蕃茄
- 青蔥
- 尚水米
- 馬拉巴栗
- 黑糯糙米（黑米）

## 外部連結
- 溪州鄉公所 （页面存档备份，存于）
- 溪州鄉公所的Facebook專頁（页面存档备份，存于）